# Alfonso Fernández de Montemayor
Alfonso Fernández de Montemayor (m. Córdoba, 1390) fue un ricohombre castellano de la casa de Córdoba e hijo de Martín Alfonso de Córdoba el Bueno, señor de Dos Hermanas y de Montemayor, y de Aldonza López de Haro, señora de Fernán Núñez y de Abencalez.
Fue señor de Dos Hermanas, Montemayor, Alcaudete, Andújar, Arjona, Bailén, Linares, Salvatierra, Hornachuelos y Albendín y llegó a ocupar los cargos de adelantado mayor de la frontera de Andalucía y de alcalde mayor de Córdoba, siendo además caballero de la Orden de la Banda y vasallo de los reyes Enrique II y Juan I de Castilla.
El prestigioso genealogista Luis de Salazar y Castro afirmó que fue uno de los ricoshombres «de mayor valor y autoridad de su tiempo», y otros historiadores han destacado que llegó a ser, por su destacada participación en la primera guerra civil castellana, un «miembro reconocido de la nobleza andaluza».

## Orígenes familiares
Fue nieto por parte paterna de Alfonso Fernández de Córdoba, señor de Cañete de las Torres y adelantado mayor de la frontera de Andalucía, y de Teresa Ximénez de Góngora. Y por parte materna era nieto de Lope Gutiérrez de Haro el Viejo, mayordomo mayor del rey Alfonso X de Castilla y alcalde mayor de Sevilla, y de su segunda esposa, María.
Fue hermano, entre otros, de Lope Gutiérrez de Córdoba, que fue señor de Guadalcázar, de Diego Alfonso de Córdoba, que fue señor de las Cuevas de Guadarromán y Veinticuatro de Córdoba, y de Inés Alfonso de Montemayor, que fue señora de Fernán Núñez y de Abencalez.

## Biografía

### Juventud y actuaciones durante la primera guerra civil castellana

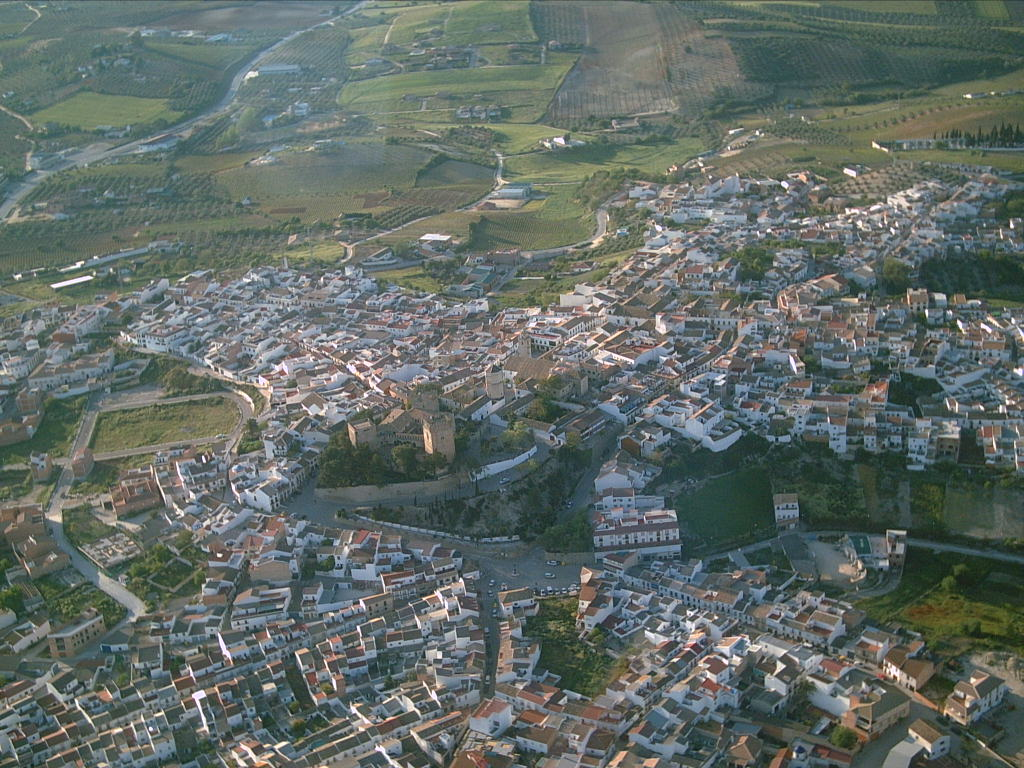
Vista aérea de Montemayor y de su castillo. (Provincia de Córdoba).

Escudo de armas de la Casa de Córdoba.

Se desconoce su fecha de nacimiento. A la muerte de su padre, ocurrida en 1349, Alfonso Fernández asumió la jefatura de la Casa de Montemayor, y como todos los miembros de su linaje, comenzó sirviendo al rey Pedro I de Castilla, y desde su castillo de Montemayor hizo frecuentes entradas en tierras del reino nazarí de Granada, aunque también combatió contra los aragoneses en la Guerra de los Dos Pedros. Y Francisco Fernández de Béthencourt señaló que Alfonso Fernández de Montemayor fue uno de los caballeros que se quedaron en Murviedro en 1364 para defenderla con Gómez Pérez de Porras, gran prior de la Orden de San Juan de Jerusalén, con Pedro Manrique, que era el adelantado mayor de Castilla, y con Álvar Pérez de Castro y otros grandes personajes, siendo todo ello relatado en la Crónica del rey Don Pedro:

El rey Don Pedro partió de allí por el camino de Segorve, é salió á una villa suya que dicen Cañete, que es en el Regno de Castilla, é dexó en Monviedro por fronteros de Yalencia, é para defender la villa, por Mayor á Don Gómez Pérez de Porres, Prior de Sant Juan, é otrosí dexó y con él muy grandes Caballeros, ca dexó á Pero Manrique Adelantado mayor de Castilla, é á Don Alvar Pérez de Castro, é á Don Alfonso Ferrandez de Montemayor, é á Don Egas de Córdoba, é á Garci Gutiérrez Tello el mozo, é á Juan Duque, é á Pero Gómez de Porres, é á Rui González de Vozmediano, é á Gómez Pérez de Valderrabano, é á Lope Gutiérrez de Córdoba, é á otros muchos Caballeros é Escuderos muy buenos de Castilla é de León, é de la frontera; é dexóles y muchos buenos Ballesteros de la flota, é de los que con él andaban, é muchas viandas; é podían ser los que fincaban en Monviedro ochocientos de caballo, é mucha gente de pie.

Cuando en 1366 Pedro I de Castilla salió de Burgos «desamparado de la mayor y mejor parte de los señores castellanos», aún tenía a su servicio a cuatro miembros de la poderosa Casa de Córdoba, y entre ellos figuraban Alfonso Fernández de Montemayor, su hermano Lope Gutiérrez, que era señor de Guadalcázar, Gonzalo Fernández de Córdoba, que era el señor y la cabeza de toda la Casa de Córdoba y señor de Aguilar de la Frontera, y el hermano de este último, Diego Fernández de Córdoba, que fue señor de Chillón y alcaide de los Donceles, según consta en la Crónica del rey Don Pedro.

Pero después de la batalla de Nájera, que se libró en 1367, y habiendo llegado Pedro I a Córdoba, el monarca se mostró receloso de la «lealtad y firmeza» de los miembros de la Casa de Córdoba, así como de «la mayor y mejor parte de la nobleza cordobesa», como indicó Fernández de Béthencourt, ya que en 1358 había ordenado ejecutar en dicha ciudad a Pedro Ponce de Cabrera y a Fernando Alfonso de Gahete. Y el rey Pedro I ordenó en secreto la muerte de Alfonso Fernández de Montemayor y de algunos de sus parientes y también la de dieciséis de los más destacados caballeros de la ciudad de Córdoba, aunque el maestre de la Orden de Calatrava, Martín López de Córdoba, que era el encargado de ejecutar las sentencias de muerte, les avisó a tiempo y pudieron escapar, por lo que el maestre se limitó a demoler las casas principales de los Mesías, Argotes y Hoces, siendo parte de ello relatado en la Crónica del rey Don Pedro:

Don Martin López de Córdoba Maestre de Calatrava, después que fincó en la Cibdad de Córdoba, dixo á algunos Caballeros naturales dende, que el Rey le avia mandado que matase á Don Gonzalo Ferrandez de Córdoba, é á Don Alfonso Ferrandez Señor de Montemayor, é á Diego

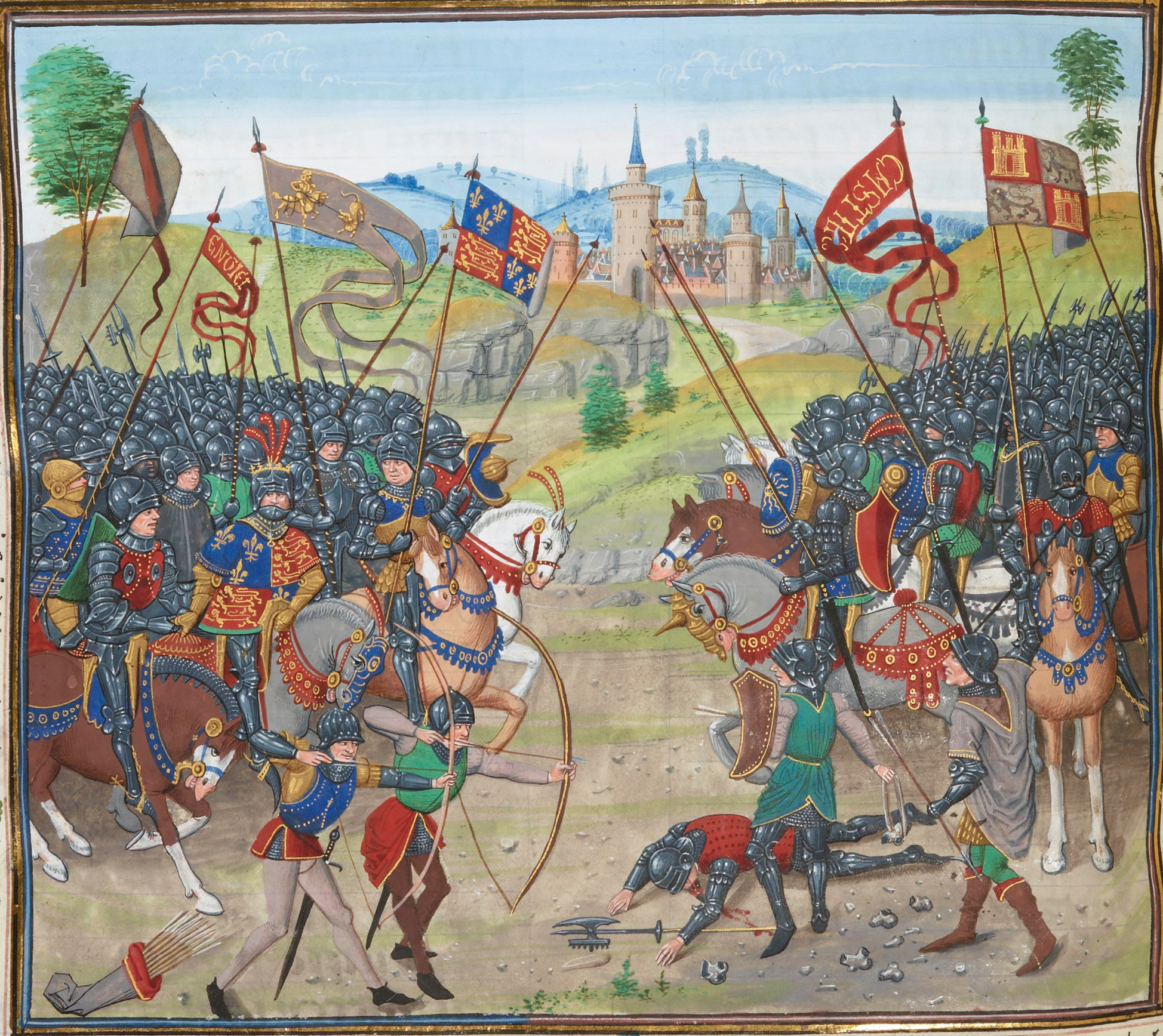
Miniatura medieval del siglo XV que representa la batalla de Nájera. Crónicas de Jean Froissart.

Ferrandez Alguacil mayor de la dicha cibdad. E Don Martin López díxoles, que como quier que el Rey ge lo mandára asi facer, que lo non quería facer. E dende á dos dias el dicho Don Martin Maestre convidó á comer á los dichos Don Gonzalo Ferrandez, é Don Alonso Ferrandez, é Diego Fernandez: é desque ovieron comido, mostróles un alvalá del Rey como le mandaba que les cortasen las cabezas, é dixoles que él les daba la vida, porque entendía que fária mal en los matar, seyendo él natural de la cibdad de Córdoba, é fechura é crianza de su linage dellos; é rogóles que tovíesen este fecho en secreto. E el Rey Don Pedro, desque pasaron algunos dias, sopo que Don Martin López de Córdoba non ficiera lo que le mandára en razón de la muerte destos Caballeros, é fué muy mal contento dél...

Cuando Enrique de Trastámara, que era hijo de Alfonso XI de Castilla y hermanastro de Pedro I, volvió a la península ibérica ayudado sobre todo por los mercenarios franceses, y fue proclamado en Burgos rey de Castilla y León, la ciudad de Córdoba comenzó a apoyarle y también los miembros de la Casa de Córdoba, entre los que figuraba Alfonso Fernández de Montemayor.
 

En 1367 o en 1368, según otros autores, el rey Pedro I de Castilla comenzó a sitiar la ciudad de Córdoba auxiliado por las tropas del rey Muhammed V de Granada, y Alfonso Fernández de Montemayor estuvo a la cabeza de los defensores durante el sitio. Y durante el asedio, como señaló Fernández de Béthencourt, se distinguieron todos los miembros de la Casa de Córdoba y también Gonzalo Fernández de Córdoba, señor de la Casa de Córdoba y de Cañete de las Torres, Diego Fernández de Córdoba, señor de Chillón y alguacil mayor de Córdoba, y también los Gutiérrez de los Ríos, los Saavedras, los Góngoras, los Sotomayor, los Bocanegras, los Frías, los Sousas, los Ruedas, los Jarabas y los Montoyas, según consta en un privilegio de franquicias que Enrique de Trastámara concedió a la ciudad de Córdoba el día 6 de noviembre de 1367 y que es mencionado por algunos autores.

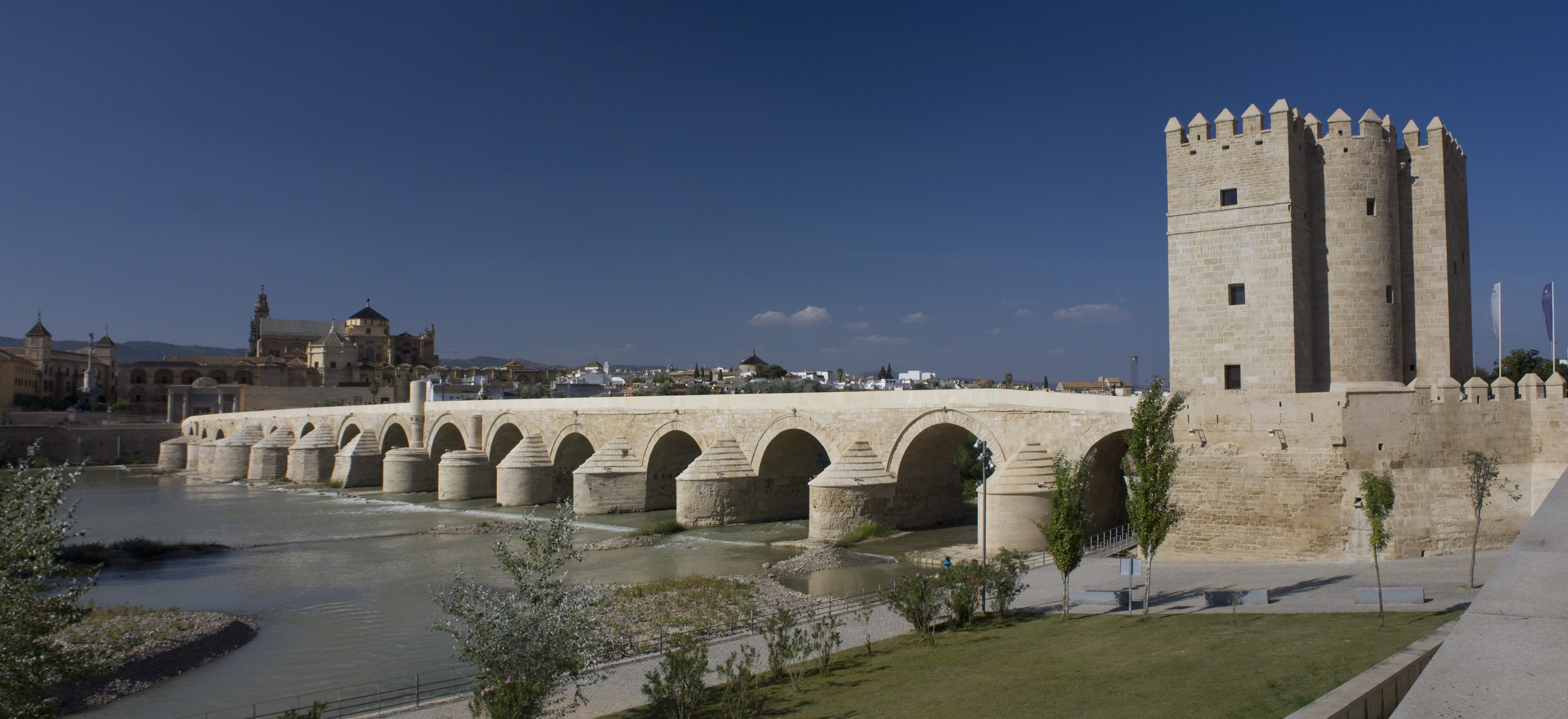
Torre de la Calahorra y puente romano de Córdoba.

Los sitiados de Córdoba solicitaron la ayuda de Gonzalo Mexía, maestre de la Orden de Santiago, de Juan Alonso Pérez de Guzmán, que posteriormente sería el primer conde de Niebla, de Álvar Pérez de Guzmán, alguacil mayor de Sevilla, y de Pedro Ponce de León, señor de Marchena, que se hallaban en Llerena en esos momentos y que acudieron desde allí con algunas tropas en auxilio de Córdoba. Y Pedro I de Castilla, por su parte, estableció su campamento «sobre los Visos y cerca del Campo», como indicó Fernández de Béthencourt, y mientras se hallaba allí los sitiados le comunicaron que estaban dispuestos a recibirle en la ciudad como a su rey legítimo siempre que entrara sólo y sin la presencia de sus aliados musulmanes del reino de Granada, a lo que el monarca dio una respuesta «cruda y llena de amenazas».
Los moros granadinos lucharon esforzadamente y consiguieron apoderarse primero del castillo del Puente y posteriormente del conocido como Alcázar Viejo, en el que abrieron seis brechas o portillos y donde llegaron a izar sus «estandartes, medias lunas y pendones», por lo que en aquellos momentos los sitiados quedaron consternados y desalentados, según consta en la Crónica del rey Don Pedro. Y a instancia de las mujeres de la ciudad, que animaban a los defensores a luchar sin denuedo, los habitantes de Córdoba encomendaron la jefatura de la defensa a Alfonso Fernández de Montemayor, que era «el de más autoridad para caso tan apurado».
Un relato legendario afirma que cuando Alfonso Fernández, que iba armado y montado a caballo, pasó por delante de la Mezquita-catedral de Córdoba, le salió al encuentro su madre, Aldonza López de Haro, que le dijo que tenía entendido que iba a entregar la ciudad a los musulmanes y que debía recordar que en la familia Haro «no había habido jamás traidor alguno». Y Alfonso Fernández, bajándose del caballo y besando las manos a su madre con «extraordinaria reverencia» le respondió: «Señora, al Campo vamos y allí se verá la Verdad», aunque otra versión del relato asegura que Aldonza López le dijo a su hijo: «Por la leche que mamaste de mis pechos, que no entregues la ciudad». Después, los cordobeses abandonaron sus posiciones y, después de atacar vigorosamente, consiguieron recuperar el castillo del Puente, que es el lugar que en la actualidad ocupa la torre de la Calahorra.

Alfonso Fernández de Montemayor ordenó cortar o demoler dos de los arcos del puente romano de Córdoba, para hacer imposible la retirada de sus tropas, y cruzó el río con las mismas por un vado conocido como Vado del Adalid. Y en la batalla que se libró a continuación, que es conocida popularmente en Córdoba como la batalla de los Piconeros u oficialmente como batalla del Campo de la Verdad, los cordobeses derrotaron completamente a sus enemigos y consiguieron capturar un riquísimo botín, siendo parte de ello relatado en un pasaje de la Crónica del rey Don Pedro:

E ovo tan grand desmayo en los de la cibdad, que cuidaron que eran entrados: é las Dueñas é Doncellas que y eran, que eran muchas é muy buenas, salieron á andar por las calles todas en cabello, pidiendo merced á los Señores é Caballeros é Omes de armas que eran en la cibdad, que oviesen duelo dellas, é non quisiesen que fuesen ellos é ellas en cativerio de los Moros enemigos de la Fé de JesuChristo: é tales lágrimas é palabras é cosas facían é decían, que todos los que lo oían cobraron grand esfuerzo, é luego adereszaron para las torres é el muro del alcázar viejo que los Moros avian entrado, é pelearon con ellos muy de recio como buenos, en guisa que mataron pieza dellos, é á los otros ficieronlos salir fuera de la cibdad, é dellos saltaron por encima de las torres: é tomáronles sus pendones que avian puesto, é salieron con ellos por las barreras matando é firiendo en ellos, en tal manera que los arredraron dende grand pieza. E en tanto que los Moros se tiraron á fuera, los Maestres, é los otros Señores é Caballeros ficieron adereszar los muros muy ordenadamente, porque sabían bien que otro dia los Moros provarian lo que pudiesen facer por cobrar aquella cibdad. E toda aquella noche fueron fechas por la cibdad muchas danzas é alegrías, é todos tenían grand esfuerzo, ca fiaban en la merced de Dios que darían buena cuenta de la cibdad, en guisa que los enemigos de la Fé non los podrían empescer.

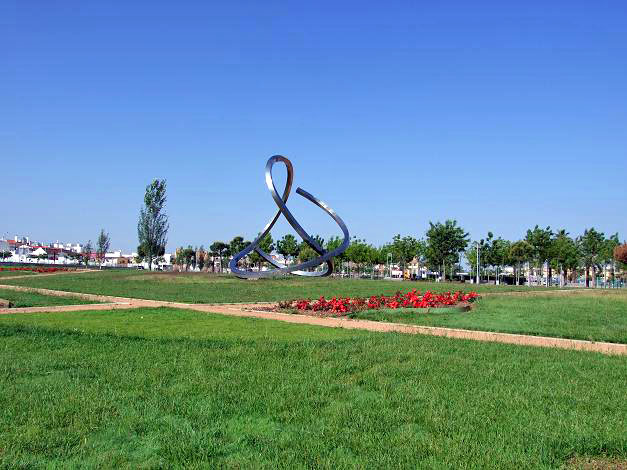
Vista del Campo de la Verdad-Miraflores.

Después de la victoria los cordobeses repararon los muros de la ciudad y la fortificaron convenientemente y esa noche celebraron el triunfo con «fiestas, danzas y luminarias». Y al día siguiente los musulmanes granadinos volvieron sobre Córdoba y permanecieron algunos días a la vista de la ciudad aunque sin atreverse a atacarla, y después el monarca castellano volvió encolerizado a la ciudad de Sevilla y el rey de Granada se dirigió con sus tropas a Jaén y arrasó la ciudad, ya que quemó sus iglesias, derribó sus puertas y destruyó gran parte de sus murallas. Y posteriormente el monarca granadino, que se hallaba ufano por su triunfo en Jaén, regresó a Córdoba con más tropas y dispuesto a tomarla, pero al darse cuenta de que los defensores, que seguían dirigidos por Alfonso Fernández de Montemayor, estaban bien fortificados y preparados para repeler cualquier ataque, ni siquiera llegó a formalizar el asedio.

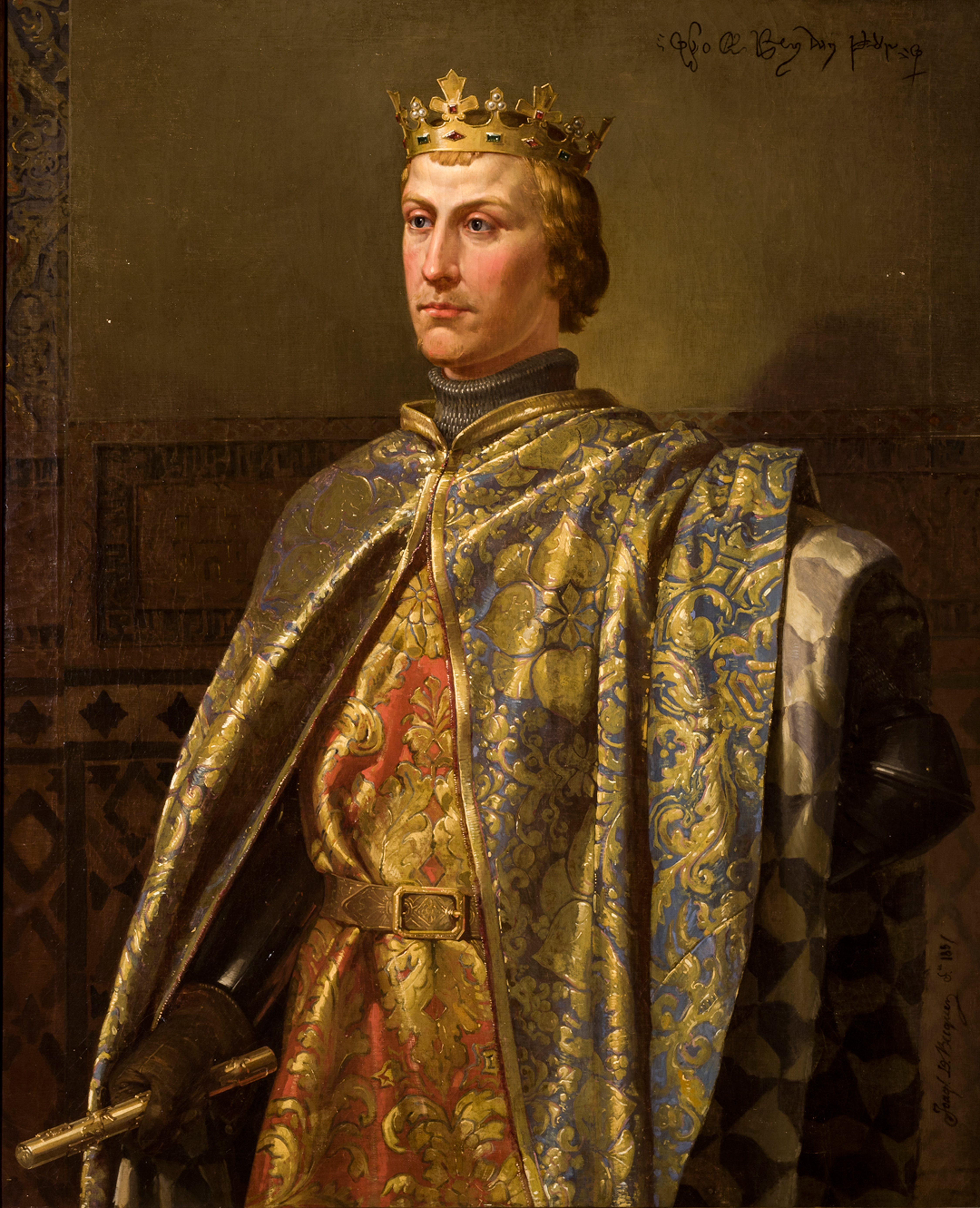
Retrato imaginario del rey Pedro I de Castilla, por Joaquín Domínguez Bécquer. 1857. (Ayuntamiento de Sevilla).

El rey Muhammed V de Granada volvió a Andújar, de la que no logró apoderarse, y desde allí se dirigió a Úbeda, cuya ciudad incendió aunque no pudo tomar su castillo, pero en cambio sí consiguió tomar las poblaciones de Bélmez, Cambil, Alhabar, Turón, Ardales, Cañete la Real, El Burgo y Las Cuevas, y después se dirigió a Utrera, consiguiendo capturar durante toda la campaña a más de once mil cristianos. Y mientras tanto el rey Pedro I permaneció «indiferente» en Sevilla, según Fernández de Béthencourt, y reuniendo tropas para combatir a su hermanastro, Enrique de Trastámara, que ya había conseguido apoderarse de la mayor parte de Castilla.
En 1368, según Luis Vicente Díaz Martín, Alfonso Fernández de Montemayor fue nombrado adelantado mayor de la frontera de Andalucía por Enrique de Trastámara, aunque Rogelio Pérez-Bustamante afirmó que en esos momentos el cargo era ocupado por Pedro Muñiz de Godoy, maestre de la Orden de Calatrava. Y durante todo el reinado de Enrique II, que falleció en 1379, Alfonso Fernández y Pedro Muñiz de Godoy ocuparon «alternativamente», como indicó Pérez-Bustamante, el adelantamiento de la Frontera.
El rey Enrique II de Castilla premió con su «generosidad acostumbrada», como indicó Fernández de Béthencourt, los servicios y la lealtad de Alfonso Fernández de Montemayor, y le entregó los señoríos de Andújar, Arjona, Bailén, Linares, Salvatierra y Alcaudete, en el obispado de Jaén, y el señorío de Hornachuelos en el obispado de Córdoba, aunque a la larga el único de estos señoríos que quedó en manos de la familia del adelantado fue el de Alcaudete. La historiadora Margarita Cabrera Sánchez también mencionó que el señorío de Alcaudete le fue entregado al adelantado Alfonso Fernández por Enrique II de Castilla, pero Alfred Morel-Fatio afirmó que fue el rey Juan I de Castilla el que se lo cedió, y otros autores aseguran que este último se lo cedió en 1385 en forma de mayorazgo, mientras que otros manifiestan que Juan I simplemente confirmó o ratificó la donación. Y por otra parte, conviene señalar que Enrique II mantuvo a Alfonso Fernández de Montemayor en su cargo de adelantado mayor de la Frontera y le entregó la alcaidía de la torre de la Calahorra de Córdoba, cuyo verdadero nombre en esa época era «fortaleza de la Puente».

El día 27 de noviembre de 1368 el deán y el cabildo catedralicio cordobés entregaron a Alfonso Fernández, a instancias del rey Enrique II de Castilla, y por los señalados servicios que había prestado a este último, la capilla de San Pedro de la Mezquita-catedral de Córdoba como lugar de enterramiento para él y sus descendientes, aunque otros autores añadieron que se la concedieron por su destacado papel en el asedio de Córdoba. Y también le concedieron la capilla contigua a la de San Pedro a condición de que la favoreciese con 1.000 maravedís anuales, pero Iluminado Sanz Sancho especificó que esa suma anual fue la que el adelantado destinó para la celebración de oficios en su capilla de San Pedro.

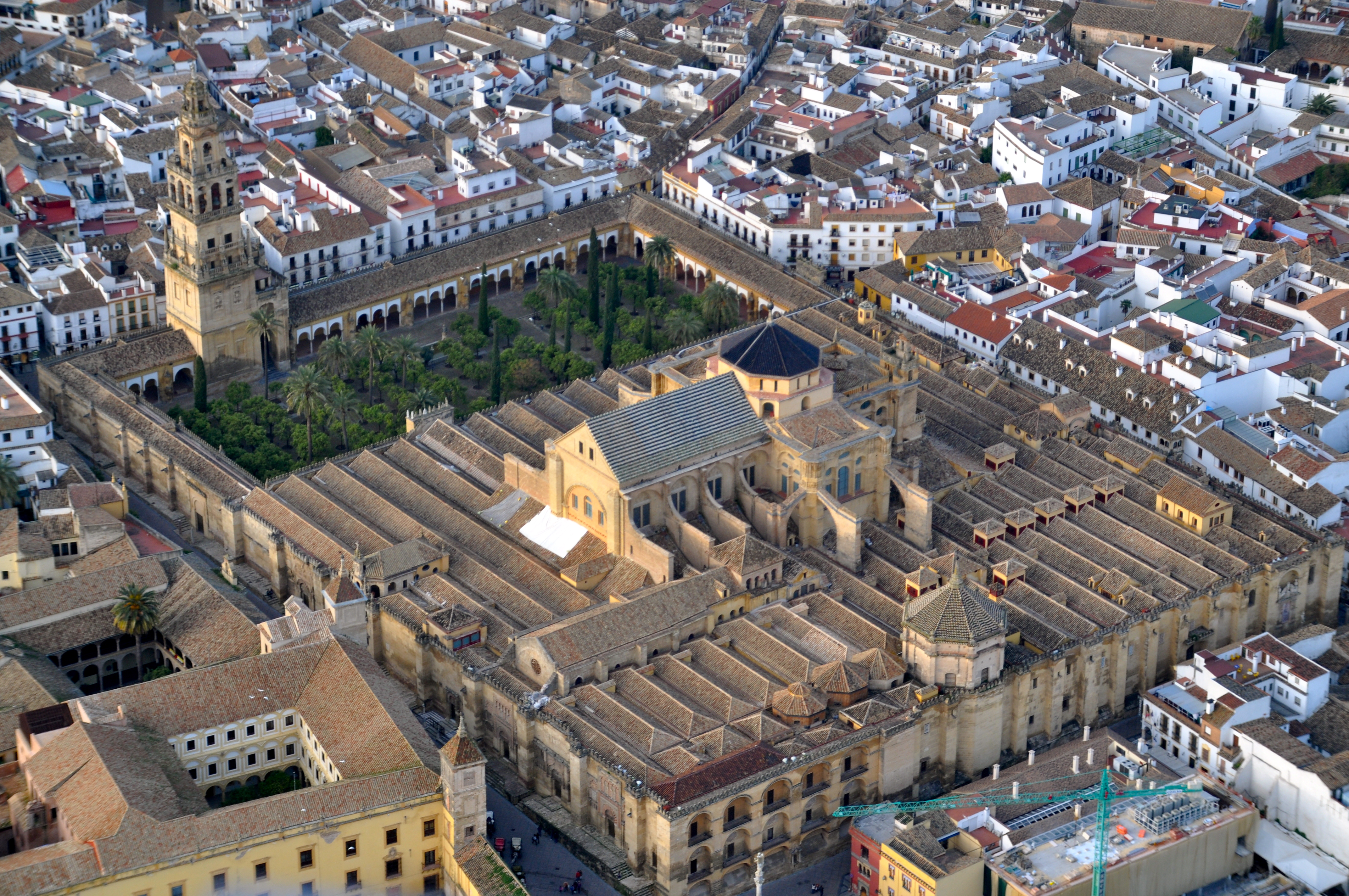
Vista aérea de la mezquita-catedral de Córdoba.

El adelantado aceptó la donación de la capilla el mismo día 27 de noviembre de 1368 y otorgó una escritura en ese sentido ante Juan González de Córdova y Pedro Rodríguez, notarios públicos y apostólicos. Y tres años después la donación de la capilla fue aprobada y ratificada por Andrés Pérez Navarro, obispo de Córdoba, mediante una escritura otorgada el día 20 de agosto de 1371, aunque el prelado cordobés solicitó a su vez la confirmación del papa Gregorio XI, y este último, mediante una bula que incluía «grandes y especialísimas indulgencias», aprobó la donación y se dirigió al adelantado llamándolo: «A vos Don Alfon Fernandez de Montemayor, Padre de la Patria, nuevo reformador y restaurador de la Christiandad de España».
Alfonso Fernández de Montemayor disfrutó del privilegio del doble en la mezquita-catedral con las campanas llamadas de la Cepa por haber defendido la ciudad de Córdoba del ataque de Pedro I de Castilla y Muhammed V de Granada. Y conviene señalar que este estatuto o privilegio, que al principio sólo fue una «inveterada costumbre y tradición constante», fue recogido por el obispo de Córdoba Bernardo de Fresneda en el año 1576 y hecho imprimir al siguiente y decía así:

Por costumbre de esta Iglesia a los señores de las Quatro Casas de Córdova, y a los descendientes de qualquiera dellas, hombres y mujeres, que dicen de la cepa de Córdova, los han doblado con quatro campanas, las dos mayores y dos medianas, y esta costumbre se guardará de aquí adelante. Y porque en esto no haya engaño, cuando muriere alguna persona, cuyos Deudos pidieren que se doble con las dichas campanas, jurando dos o tres cavalleros de la cepa en manos del Dean, que el Defunto es asimismo de la cepa, y que para su padre, o madre, o abuelo, o abuela, por la misma razón se ha doblado con las dichas quatro campanas, aberiguada la descendencia en esta forma: el Dean mandará al campanero doble al Defunto por el mismo orden, y por ausencia del Dean este oficio hará el mayor del Cavildo que estuviere en la ciudad; y solamente se doblará una vez, por espacio de dos horas, por el orden contenido en el ceremonial del coro, escepto si se enterrase con el Cavildo o hiciera honrras por él; que asimismo se doblará entretanto que se hacen los dichos oficios.

Alfonso Fernández de Montemayor fue caballero de la Orden de la Banda, y en el Políptico de la Virgen de la Leche, que es una obra de hacia 1368-1390, o de hacia 1380, conservada en el Museo Diocesano de Córdoba, el adelantado aparece como donante y vestido con una túnica roja y una banda dorada como distintivo de su pertenencia a la mencionada Orden de caballería. Y Rafael Ramírez de Arellano describió del siguiente modo el retrato del adelantado que aparece en el mencionado políptico:

El caballero tiene barba muy cana, casi blanca, es muy delgado y muy alto; se le representa de perfil con las manos juntas en actitud de orar. Tiene la cabeza cubierta con una toca a la morisca, especie de turbante acabado en punta, rojo todo y algo semejante, aunque no igual, al que tiene D. Gómez Manrique, señor de Santa Gadea y adelantado de Castilla en su sepulcro del monasterio de Frex del Val, que fundó cerca de Burgos...D. Alonso de Montemayor tiene además un ropón rojo que le cubre desde el cuello hasta los pies, con mangas perdidas que cubren sólo hasta el codo y la manga del antebrazo es azul y ajustada. El ropón tiene una franja muy ancha de oro que parte de debajo del brazo izquierdo, sube por encima de él yendo á perderse detrás del cuello, aparece de nuevo del otro lado del cuello y baja como bordeando la delantera del ropón hasta el filo inferior: las botas son también rojas y acaban en larga punta.

En 1369 el adelantado Alfonso Fernández y otros muchos caballeros, entre los que figuraban los maestres de las Órdenes de Santiago y Calatrava, se reunieron con Enrique de Trastámara en el municipio toledano de Orgaz, según consta en un pasaje de la Crónica del rey Don Pedro, pero en esos momentos el rey Pedro I salió de Sevilla con sus tropas dispuesto a recuperar la ciudad de Córdoba y Alfonso Fernández y otros muchos cordobeses abandonaron Orgaz y se dirigieron a la antigua capital del Califato para defenderla, aunque poco después Pedro I de Castilla murió a manos de su hermanastro Enrique de Trastámara después de su derrota en la batalla de Montiel, librada el día 14 de marzo de 1369.

### Actuaciones durante los reinados de Enrique II y Juan I (1369-1390)

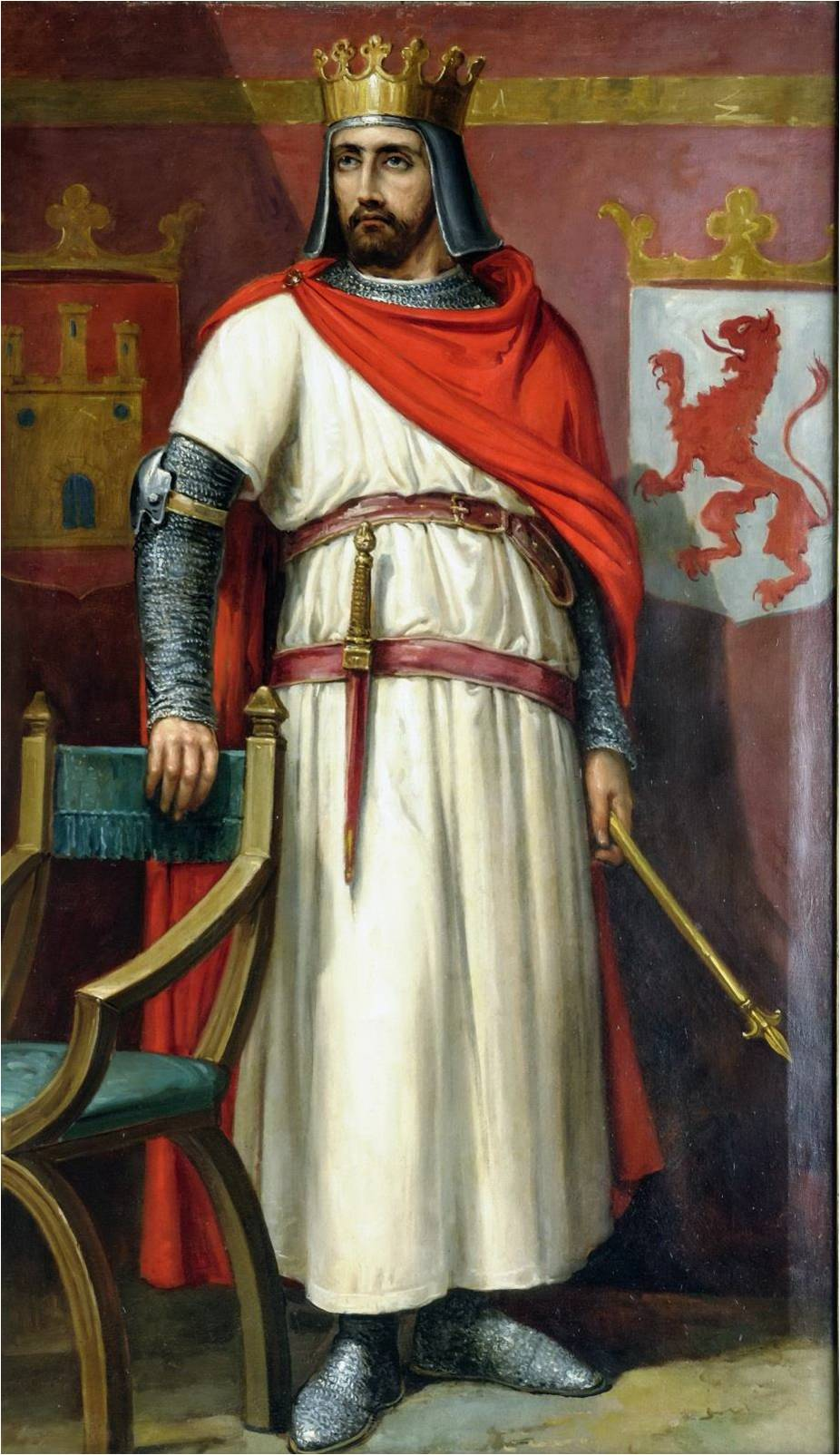
Retrato imaginario de Enrique II de Castilla. José María Rodríguez de Losada. (Ayuntamiento de León).

El día 28 de marzo de 1370, y desde Medina del Campo, el rey Enrique II de Castilla ordenó al adelantado Alfonso Fernández que entregase al conde Sancho de Alburquerque, que era hijo de Alfonso XI de Castilla y hermanastro de Enrique II, los lugares de la Puebla de Chillón y Aznaharón. Y tres años después, el 25 de septiembre de 1373, Alfonso Fernández de Montemayor intercambió con el deán y el cabildo catedralicio de Córdoba dos tiendas de su propiedad por la heredad de Diezma Ayusa o cortijo del Maestre Escuela, según consta en un documento conservado en el Archivo del convento de la Concepción de Córdoba que fue publicado por algunos autores:

Año 1373. Don Alfon Fernández de Montemayor, señor de Alcaudete y Adelantado Mayor de la frontera por el Rey, hizo trueque y cambio con el Deán y Cabildo de la Iglesia de Córdoba, presente el Obispo don Alfon, de dos tiendas que dicho Adelantado tenía, una junto a la Puerta del Fierro, linde con tienda de doña Aldonza, madre del dicho Adelantado, y la otra en la calle de la Feria; por la heredad que dezían Diezmajusa y por otra manera el cortijo del Maestre escuela, en la campiña de Córdova, que era de dicho Deán y Cabildo por escritura otorgada en dicha Iglesia. En la Capilla de San Clemente a 25 días de Septiembre era de 1411...ante Anton Garzia, Canónigo y Notario Apostólico de que fue testigo entre otros Juan Ponze, fixo de Pedro Ponze de Cabrera...

El día 19 de octubre de 1373 Alfonso Fernández de Montemayor intercambió con el cabildo catedralicio de Córdoba unas casas-tiendas situadas en la Puerta del Rincón y fuera del puente romano de Córdoba por el heredamiento de las Cuevas de Carchena. Y el día 30 de julio de 1379 el rey Juan I de Castilla concedió a Alfonso Fernández de Montemayor un «privilegio de adehesamiento» para sus tierras de Guadarromán, que están situadas cerca de Córdoba, y conviene señalar que el adelantado ya era por entonces propietario de La Gorgojuela y había adquirido un heredamiento en Guadarromán que era del convento de San Francisco de Córdoba.
Enrique II de Castilla falleció a finales de mayo de 1379 en Santo Domingo de la Calzada, cuando tenía cuarenta y seis años de edad, y a su muerte subió al trono su hijo, el rey Juan I de Castilla. Y durante casi todo el reinado de Juan I, y hasta el año 1386 en que comenzó a ejercerlo Gonzalo Núñez de Guzmán, el cargo de adelantado mayor de la frontera de Andalucía fue ejercido «indistintamente», como señaló Pérez-Bustamante, por Pedro Muñiz de Godoy y por Alfonso Fernández de Montemayor. Sin embargo, Francisco de Paula Cañas Gálvez afirmó que el adelantamiento estuvo en manos exclusivamente de Alfonso Fernández, e ininterrumpidamente, entre los años 1370 y 1380.

El 17 de mayo de 1383 Juan I de Castilla y la infanta Beatriz de Portugal, que era hija de Fernando I de Portugal y de Leonor Téllez de Meneses, contrajeron matrimonio en la catedral de Badajoz en una solemne ceremonia concelebrada por los arzobispos de Sevilla y Santiago de Compostela y por los obispos de Calahorra, Badajoz, Coímbra, Guarda, Coria, Lisboa y Ávila. Pero cuatro días antes de la ceremonia nupcial, el 13 de mayo de 1383, el rey de Castilla había jurado en la catedral de Badajoz, y ante los embajadores del reino de Portugal, que respetaría y cumpliría todas las disposiciones incluidas en las capitulaciones matrimoniales suscritas en Elvas en agosto de 1382, donde figuraba la condición de que ni el monarca castellano ni sus herederos directos podrían ocupar jamás el trono de Portugal.

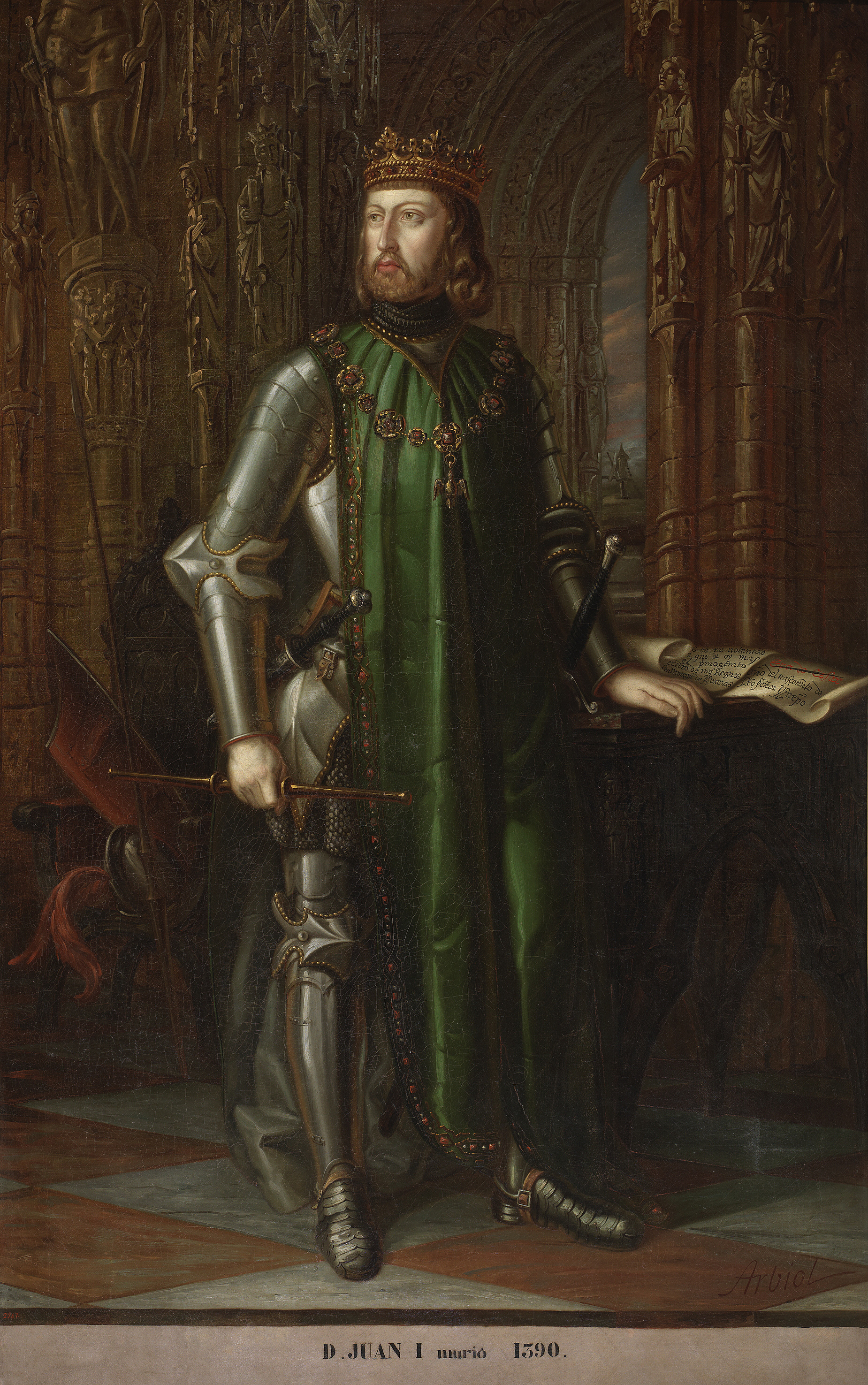
Retrato imaginario de Juan I de Castilla, por Vicente Arbiol. 1848. (Congreso de los Diputados de España).

Y para rubricar de modo más legal y solemne lo que había jurado en la catedral de Badajoz, Juan I de Castilla dispuso que varios de sus súbditos hicieran lo mismo y que se comprometieran a abandonar el reino de Castilla y a luchar contra él si se atrevía a violar los acuerdos que había establecido con Portugal. Y entre los nobles que prestaron ese juramento figuraban el conde Pedro Enríquez de Castilla, los maestres de las órdenes de Santiago y Alcántara, Juan Sánchez Manuel, conde de Carrión, Juan Téllez de Castilla, señor de Aguilar de Campoo, Gonzalo Fernández de Córdoba, señor de Aguilar de la Frontera, Diego Gómez Sarmiento, el canciller y escritor Pedro López de Ayala, Alfonso Fernández Portocarrero, Juan Martínez de Rojas, Per Afán de Ribera el Viejo, Lope Fernández de Padilla y Alfonso Fernández de Montemayor, así como los obispos de Calahorra, Ávila, Coria y Badajoz y el arzobispo de Sevilla.
La Crónica de Juan I consignó que en julio de 1385, y en el contexto de la Crisis de 1383-1385 en Portugal, Alfonso Fernández obtuvo una victoria sobre los portugueses en unión de García Fernández de Villagarcía, que posteriormente llegó a ser maestre de la Orden de Santiago y que en esos momentos era el comendador mayor de Castilla, siendo todo ello relatado en un fragmento de la mencionada crónica:

En este mes de Julio ovo el Rey nuevas como los de Yelves é de Estremoz levaban grand recua de viandas á un logar de Portogal que dicen Ronches, que estaba por ellos. E Don Alfonso Ferrandez de Montemayor señor de Alcabdete, natural de Cordoba, é Don Garci Ferrandez de Villagarcia Comendador mayor de Castilla de la Orden de Santiago, que estaban en Badajoz, sopieronlo, é fueron para allá, é toparon con los que levaban la dicha recua, é pelearon con ellos, é desbarataronlos, é mataron é prisieron muchos dellos.

En la batalla mencionada anteriormente Alfonso Fernández de Montemayor y García Fernández de Villagarcía lograron apoderarse de un convoy de suministros que se dirigían desde Elvas y Estremoz hacia Arronches. Y el día 3 de octubre de 1385 el rey Juan I de Castilla y su esposa, la reina Beatriz de Portugal, concedieron «cierta franquicia», como señaló Francisco Fernández de Béthencourt, a los vecinos de Albendín, cuyo señorío pertenecía al adelantado Alfonso Fernández, «por muchos servicios, e buenos que Nos avedes fecho, e facedes de cada día».
Entre los años 1385 y 1387, como señaló Francisco de Paula Cañas Gálvez, Alfonso Fernández de Montemayor fue miembro del Consejo Real de Juan I de Castilla. Y conviene señalar que durante los reinados de Enrique II y de Juan I de Castilla Alfonso Fernández siempre figuró en los privilegios de la época como «Don Alfonso Fernández de Montemayor, Adelantado Mayor de la Frontera de Andalucía».

### Testamento y muerte (1390)

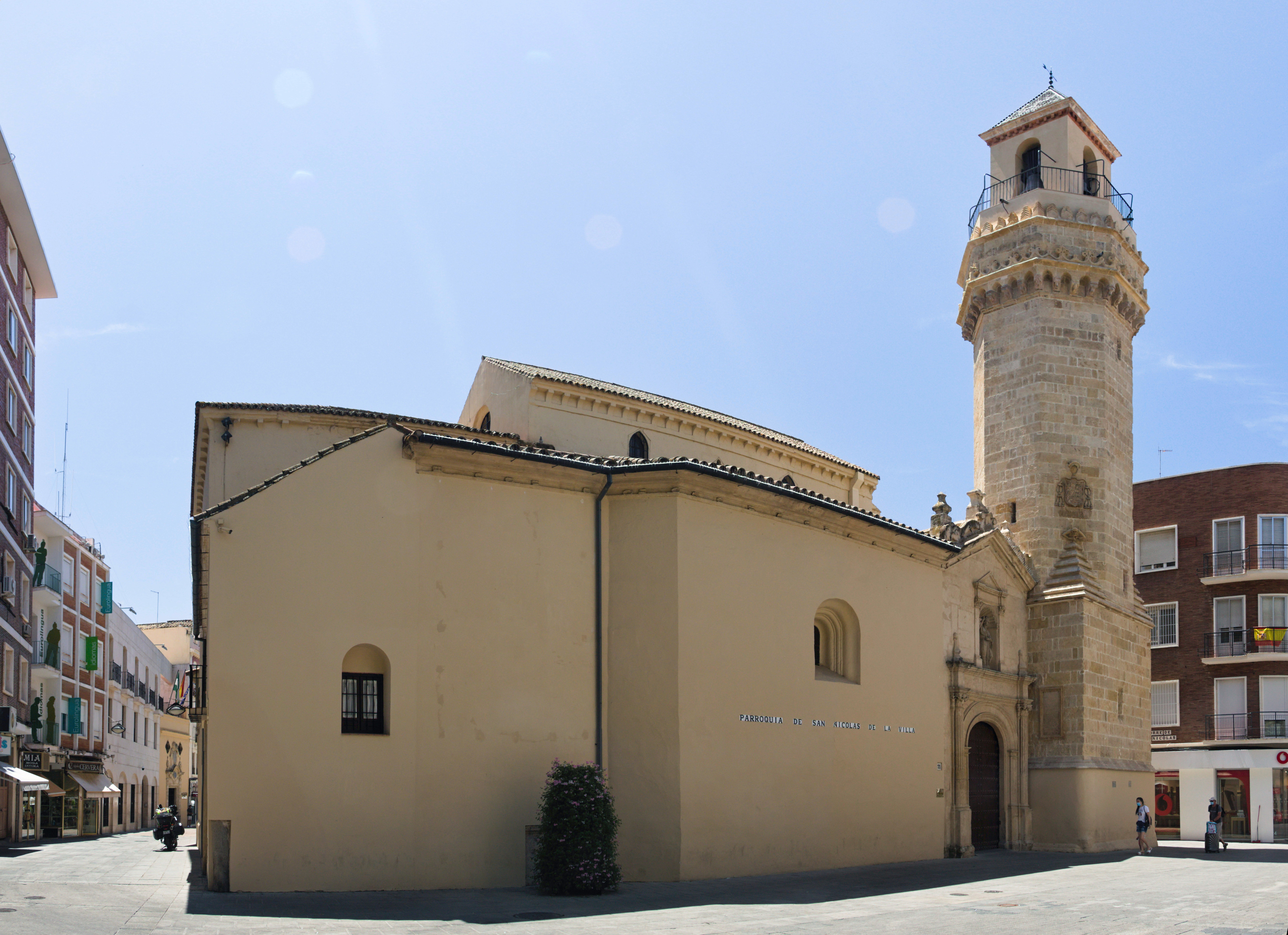
Exterior de la iglesia de San Nicolás de la Villa de Córdoba.

Alfonso Fernández de Montemayor otorgó testamento en Córdoba el día 1 de agosto de 1390, siendo vecino de la collación de San Nicolás de la Villa, y en él expresó su deseo de que le sepultaran en su capilla de la Mezquita-catedral de Córdoba y de que hicieran para él un túmulo no demasiado elevado y otro para su esposa en los que sólo deberían ser enterrados sus descendientes. En su testamento, Alfonso Fernández nombró a ocho de sus hijos, Martín Alfonso, Fernando, Diego, Constanza, Beatriz Alfonso, Aldonza, Leonor y María, y legó a Martín Alfonso, que era el mayor, su parte de las casas que fueron de su padre y de su abuelo respectivamente, y sus castillos y señoríos de Montemayor y Dos Hermanas con todas sus tierras y con la Torre de Lara, Frenil y las Cuevas de Carchena, con su heredamiento de 25 yugadas de tierra que había comprado al cabildo catedralicio de Córdoba, y la heredad que también compró del cortijo de Fernán-Galíndez, siendo todo ello cedido en calidad de mayorazgo perpetuo y regular y de modo similar a como él lo había recibido de su padre. Y también destinó a su hijo mayor la villa y el castillo de Alcaudete, que había recibido del rey Enrique II, y en caso de que su hijo primogénito muriera legaba todos esos bienes a sus otros hijos varones.
Al segundo de sus hijos, Fernando Alfonso, le legó la villa y el castillo de Albendín con todo su heredamiento y seis casas en Castro del Río, más la Torre de Don Lucas con su heredamiento y las casas principales que poseía en la collación de San Nicolás de la Villa, a lo que añadió la heredad que llamaban del Maestre-Escuela y que el testador había comprado al cabildo catedralicio de Córdoba junto con otros bienes. Y al menor de sus hijos varones, Diego Alfonso, le legó todo su heredamiento de Gordojuela y Guadarromán y las heredades que el testador había comprado a las monjas del convento de Santa Clara de Córdoba y a Juan Arias de Hoces. Además, legó a cada una de sus hijas la suma de 50.000 maravedís, al tiempo que hacía otros «muchos legados y mandas piadosas», como señaló Fernández de Béthencourt, y nombró como testamentarios suyos a su esposa, a Juan Sánchez de Cabra, canónigo de la catedral de Córdoba, y a Alfonso García y Pedro Fernández, que eran jurados de Córdoba y criados suyos. Y al mismo tiempo ordenaba que:

Y mando y defiendo a los dichos mis fijos, y mis fijas, y mis herederos, que tengan, e guarden, y cumplan, e ayan por firme todo quanto dicho es, que yo aquí mando, y que no vayan ni passen contra ello, ni contra parte dello en alguna manera, por lo remover, ni deshacer; y cualquiera que contra ello, o contra parte dello fuere, o passare en qualquiera manera, aya la maldicion de Dios, e yo dole la mia llanamente.

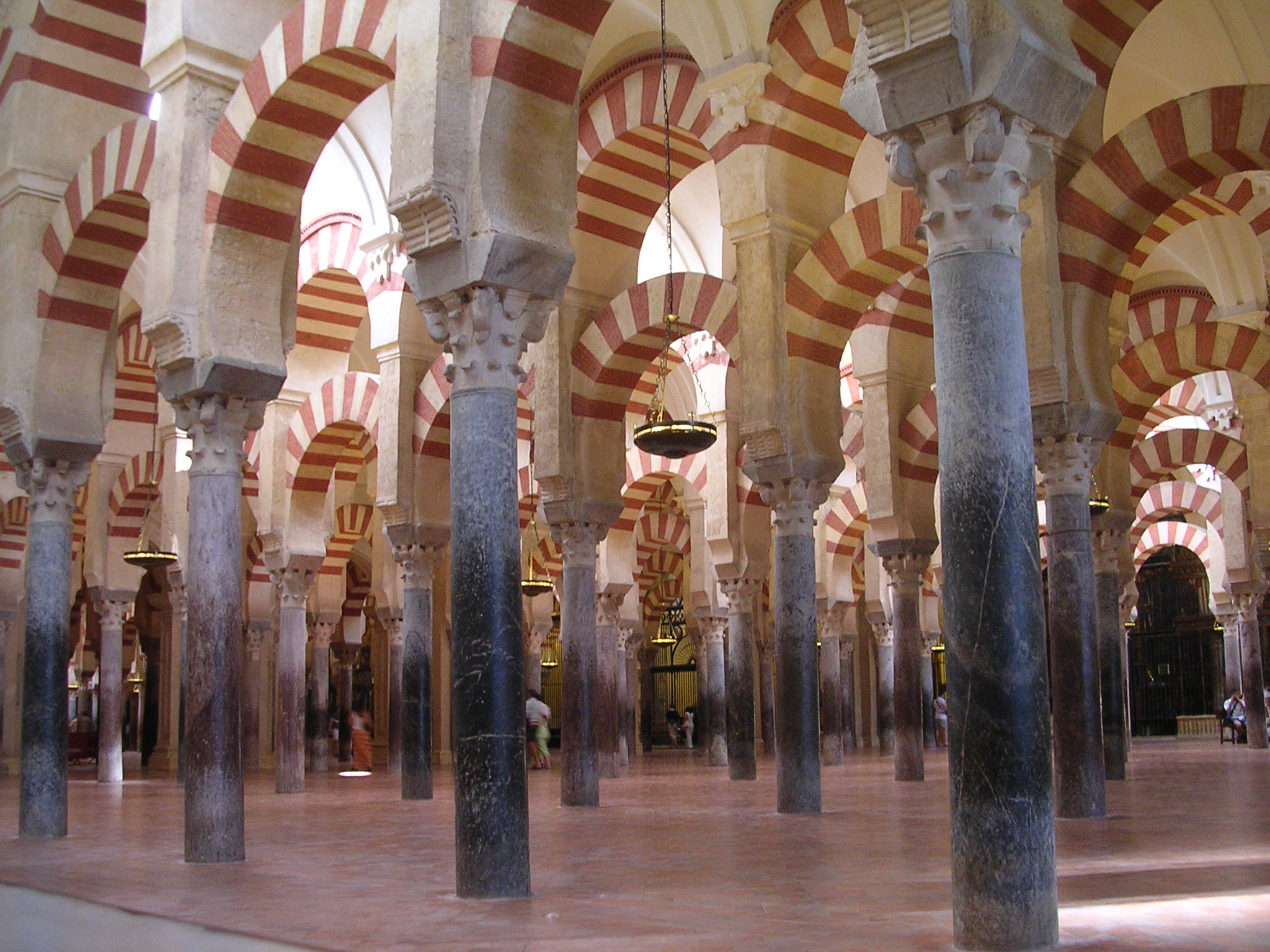
Interior de la mezquita-catedral de Córdoba.

En su testamento también legó a su mujer cuatro ruedas de aceña en Écija, llamadas de Juan Ibáñez, unos batanes y otros muchos bienes a fin de que no tuviera que casarse de nuevo, aunque a su muerte esos bienes pasarían a sus hijas. Y Alfonso Fernández estableció que su esposa sería la «heredera usufructuaria de todos sus bienes», a excepción de los que formarían el mayorazgo de su hijo mayor, y la nombró tutora de todos sus hijos, al tiempo que le legaba una heredad llamada de Gil Páez en término de Montilla y otros bienes, aunque esta última disposición sólo tendría validez en caso de que ella no volviera a casarse de nuevo. Y el testador ordenó al mismo tiempo, como señaló Fernández de Béthencourt, que a su muerte ninguna persona se vistiera con «luto de jergas», sino exclusivamente con mandiles y tan sólo durante nueve días, y que su esposa e hijos y criados no hiciesen luto por el difunto «ni se rascasen, ni se mesasen» bajo pena de sufrir su maldición. Y el testador también legó a su sobrina Inés 13.000 maravedís «de la moneda vieja» para su casamiento y mencionó en su testamento las numerosas mercedes que había recibido de los reyes Juan I y de su padre, Enrique II.
Alfonso Fernández de Montemayor falleció en 1390, y en la ciudad de Córdoba, según afirmó Fernández de Béthencourt, y el día 5 de noviembre de 1390 su viuda, Juana Martínez de Leiva, donó a la catedral cordobesa tres tiendas en la Puerta de la Pescadería, otra tienda junto al mesón de la Trinidad, y un mesón situado frente a la Fuente de San Pablo. Y a la muerte de Alfonso Fernández, como señaló Nieto Lozano, dejó «una casa nobiliaria correctamente constituida» a cuyo frente quedaría su hijo primogénito, Martín Alfonso de Córdoba. Y a principios de 1391 la viuda del adelantado fundó una capellanía en la capilla de San Pedro de la Mezquita-catedral de Córdoba, donde estaba sepultado su esposo, y destinó para ello el cortijo del Montero o del Monteruelo y otros bienes. Y en el documento donde se consignó la fundación de la capellanía, que fue aprobado y ratificado por todos sus hijos, consta que ella era ya la tutora de los mismos.

## Sepultura

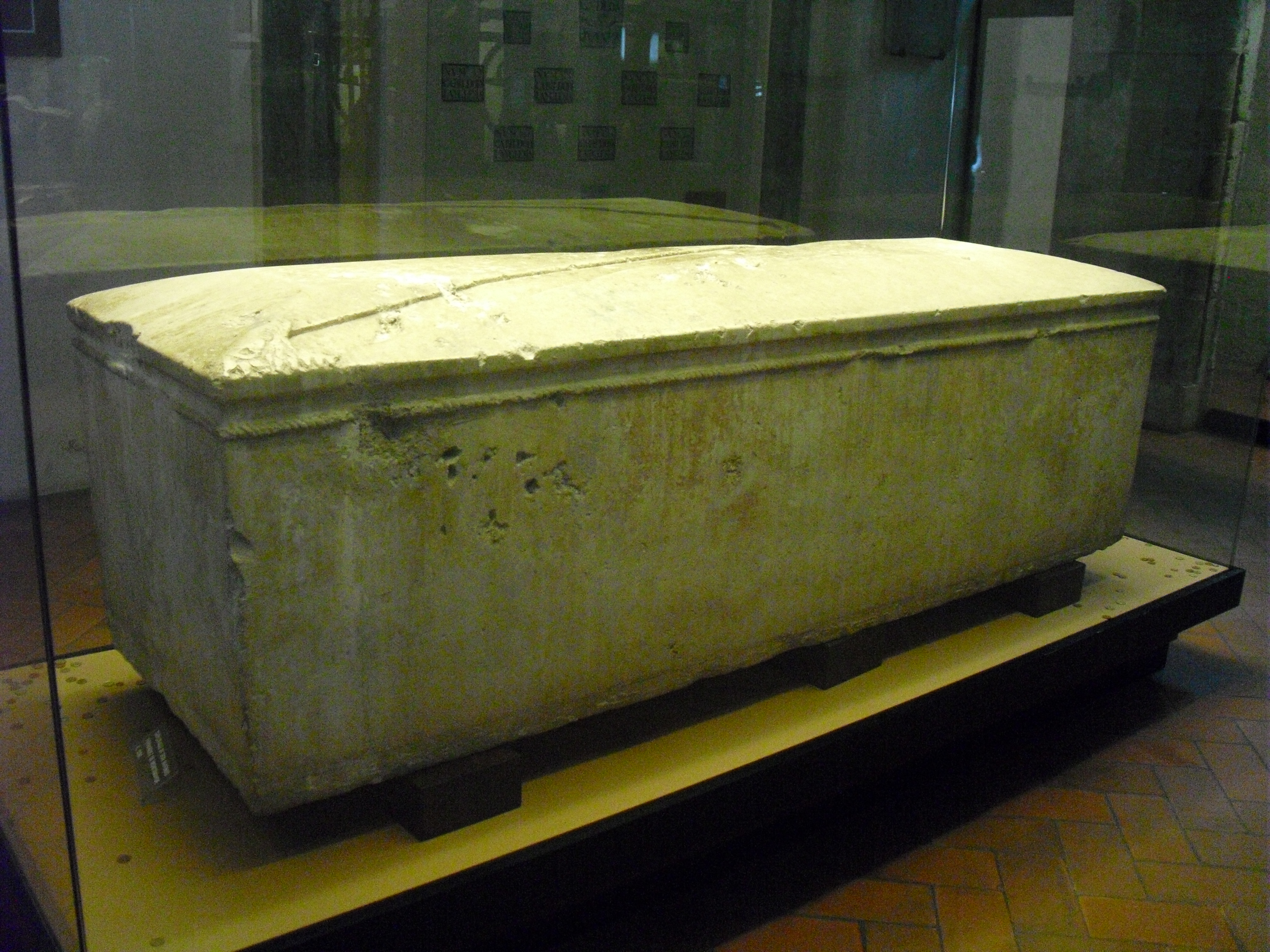
Sepulcro de Alfonso Fernández de Montemayor en el Museo de San Clemente.

Alfonso Fernández de Montemayor fue sepultado junto a sus padres en la capilla de San Pedro de la mezquita-catedral de Córdoba, y sus restos mortales descansaron en un gran sepulcro de mármol blanco que estuvo colocado en un primer momento ante el altar mayor de la capilla. Y sobre la tapa del sepulcro, en la que no hay ninguna estatua yacente, hay colocada una «banda adragantada» que la cruza de derecha a izquierda como símbolo de la pertenencia del difunto a la Orden de la Banda, aunque Pascual Madoz señaló que en el escudo de armas del padre del adelantado, Martín Alfonso de Córdoba el Bueno, y por concesión de Alfonso XI de Castilla, había una banda «en bocas de dragantes» como premio por haber ayudado a levantar el sitio que el rey de Granada puso a Castro del Río en 1333, pero Rafael Ramírez de Arellano afirmó que la banda fue colocada en el sepulcro del adelantado por ser su distintivo y no el de su padre.
Hasta principios del siglo XX el sepulcro de mármol que contuvo los restos mortales del adelantado Alfonso Fernández estuvo colocado en el centro de la capilla de San Pedro y «elevado del suelo», como indicó el eclesiástico e historiador Manuel Nieto Cumplido, aunque en la actualidad se encuentra expuesto al público en el Museo de San Clemente de la Mezquita-catedral de Córdoba, como señaló Miguel Salcedo Hierro.
En la capilla de San Pedro llegó a haber posteriormente doce capellanías «muy decentes», como indicó Juan Gómez Bravo, aunque el patronato de la capilla pasó más tarde a manos de los condes de Alcaudete. Sin embargo, estos últimos, que también eran señores de Montemayor, lo perdieron en 1779 por no haber realizado «ciertos reparos» necesarios en la cripta sepulcral de la capilla, como señaló Nieto Cumplido.

## Matrimonio y descendencia

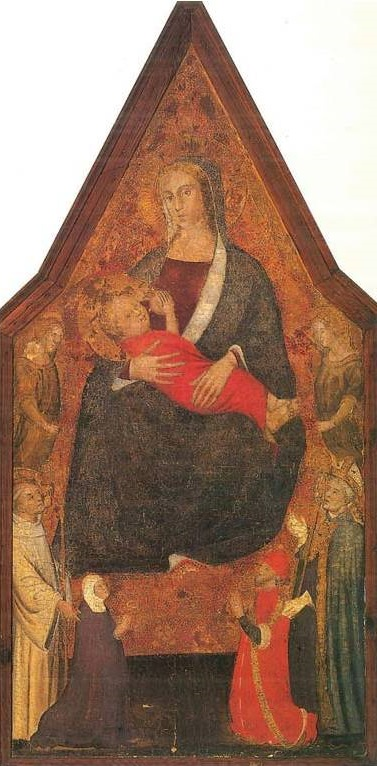
Políptico de la Virgen de la Leche. Ca. 1368-1390. Alfonso Fernández de Montemayor aparece vestido de rojo y arrodillado a los pies de la Virgen María y con la banda dorada de caballero de la Orden de la Banda. (Museo Diocesano de Córdoba).

Contrajo matrimonio con Juana Martínez de Leiva, que era hija de Juan Martínez de Leiva, señor de la Casa de Leiva, de Coruña y Valdeíscar y adelantado mayor de Castilla, y de Juana, su tercera esposa y señora de Tolbanos de Yuso y de Suso. Y fruto de su matrimonio nacieron los siguientes hijos:
- Martín Alfonso de Córdoba (m. c.1426). Fue señor de Montemayor, Dos Hermanas y Alcaudete[85][86] y también de la Torre de Lara, Frenil, las Cuevas de Carchena y Fortún-Galíndez, y ocupó los cargos de alférez mayor de Córdoba y el de caudillo mayor de su Gente de Guerra.[85] Contrajo matrimonio por primera vez con Teresa Méndez de Sotomayor, que era hija de Garcí Méndez de Sotomayor, que fue señor de El Carpio, Morente, Jódar y Bedmar, y de Juana Ruiz de Haro,[87] y posteriormente volvió a casarse en segundas nupcias con María García Carrillo de Córdoba, que fue hija de Alfonso Fernández de Córdoba, señor de la Casa de Córdoba y de Aguilar de la Frontera, y de Teresa Venegas.[87][88] Y en el testamento que otorgó en 1426[3][89][l] Martín Alfonso expresó su deseo de que le enterraran junto a su padre en la capilla de San Pedro de la Mezquita-catedral de Córdoba y de que sepultaran con él a su esposa,[90] de la que consta que ya había fallecido en 1427.[3][89]
- Fernando Alfonso de Córdoba (m. después de 1433). Fue señor de Albendín y de otros muchos heredamientos y señor consorte de Montalbán por su matrimonio con Beatriz Fernández de Córdoba, que era hija de Diego Fernández de Córdoba, señor de Chillón y alcaide de los Donceles, y de Inés Martínez de Castro, y con quien tuvo seis hijos.[91] Además, Fernando Alfonso otorgó testamento en Córdoba el día 10 de febrero de 1433 y en él, entre otras muchas disposiciones, solicitaba que su cadáver recibiera sepultura junto a su padre en la capilla de San Pedro de la Mezquita-catedral de Córdoba.[92][93]
- Diego Alfonso de Córdoba (m. después de 1448). Fue señor de las heredades de Gordejuela y Guadarromán y de otros muchos bienes y heredamientos y regidor de la ciudad de Cuenca, y contrajo matrimonio en 1410 en dicha ciudad con Elvira Alfonso de Mendoza, que era hija de Fernando Vázquez de Mendoza, alcaide de la villa de Moya.[94] Además, Diego Alfonso y su esposa otorgaron su testamento en Cuenca el día 13 de septiembre de 1439, pero él vivió algunos años más y otorgó un codicilo testamentario en 1448. Y murió en Cuenca, según afirmó Fernández de Béthencourt, a los setenta años de edad.[95]
- Constanza Alfonso de Montemayor (m. después de 1434). Contrajo matrimonio, antes de febrero de 1391, con Juan Pérez de Godoy,[96] señor de Espejo e hijo de Pedro Muñiz de Godoy, maestre de la Orden de Santiago, y de Elfa de la Torre, según consta en el testamento que Juan Pérez de Godoy otorgó en Córdoba el día 9 de junio de 1404.[97][98] Y hay constancia de que su esposa aún vivía en el año 1434 y de que en esa fecha ya era viuda.[99]
- Beatriz Alfonso de Montemayor. Contrajo matrimonio con Diego López de Angulo, señor del castillo y heredamiento de Alizné y Veinticuatro de Córdoba e hijo de Lope Alfonso de Angulo y de Elvira Díaz de Aguayo, aunque no tuvieron descendencia.[100]
- Aldonza López de Haro y Montemayor. Recibió su nombre en honor de su abuela paterna, y contrajo matrimonio con Fernán Íñiguez de Cárcamo, jurado de Córdoba y señor del heredamiento de Aguilarejo e hijo de Pedro Fernández de Cárcamo y de María Gómez de Herrera, con quien tuvo descendencia.[101]
- Leonor Alfonso de Montemayor. Contrajo matrimonio, después de 1391,[101] con su primo Alfonso Martínez de Angulo, señor del castillo y heredamiento de Alizné y alférez mayor y Veinticuatro de Córdoba e hijo de Diego López de Angulo y de Juana Núñez de Cárcamo, con quien tuvo descendencia.[101][102]
- María Alfonso de Montemayor. Murió sin haber contraído matrimonio.[103]
- Juana Fernández de Montemayor. Contrajo matrimonio con Pedro de Vargas, señor de Fuenreal y camarero mayor del rey Enrique IV de Castilla e hijo de Ruy Díaz de Vargas, señor de Fuenreal, y de Isabel Venegas, con quien tuvo descendencia.[103]
- Berenguela Alfonso de Montemayor. Contrajo matrimonio en Córdoba en 1390 con Juan Pérez de Valenzuela, señor de la villa y castillo de Valenzuela y alcalde mayor de Baena e hijo de Martín Sánchez de Valenzuela, señor de Valenzuela y comendador de Estepa en la Orden de Santiago, y de Sancha Martínez de Porras, con quien tuvo descendencia.[104][105]

| Predecesor: Martín Alfonso de Córdoba el Bueno | Señor de Montemayor 1349 – 1390 | Sucesor: Martín Alfonso de Córdoba |